# Huhtasaajonjärvi
Huhtasaajonjärvi är en sjö i Pajala kommun i Norrbotten och ingår i Kalixälvens huvudavrinningsområde.